# Dilution-Effekt
Der Dilution-Effekt (engl. dilution für Verdünnung) ist ein Urteilsfehler und gehört zur Gruppe der kognitiven Verzerrungen. Demnach schätzen Menschen relevante Informationen als weniger wichtig ein, wenn diese mit irrelevanten Informationen präsentiert werden.

## Hintergrund
Der Begriff wurde als erstes von Richard Nisbett, Henry Zukier und Ronald Lemley verwendet. Sie beobachteten in ihrem Versuchsaufbau, wie Probanden entschieden, wenn ihnen ausschließlich sogenannte diagnostische Informationen präsentiert wurden oder wenn ihnen zusätzlich zu den diagnostischen Informationen nichtdiagnostische Informationen präsentiert wurden. Unter diagnostische Informationen fielen beispielsweise Symptome. Zu den nichtdiagnostischen Informationen gehörten Fakten, die nicht für die Entscheidung bedeutsam waren, wie beispielsweise die Haarfarbe oder Körpergröße der Probanden.
In ihrer Studie stellten sie fest, dass die Probanden dazu tendierten, die diagnostischen Informationen in ihrer Urteilsfindung abgeschwächt einzubeziehen, wenn ihnen zusätzlich nichtdiagnostische Informationen präsentiert wurden.
Michael Troutman und James Shanteau hatten zuvor eine ähnliche Beobachtung gemacht, jedoch erfuhr das Phänomen erst unter dem Begriff Dilution-Effekt größere Bekanntheit.

## Anwendung
Im Marketing versuchen Unternehmen ihre Produkte so zu bewerben, dass irrelevante Informationen nicht auftauchen, sodass die relevantesten Werbebotschaften dem Kunden nicht abgeschwächt präsentiert werden. So würden bei Seife beispielsweise die zentralen Werbebotschaften zur Wirksamkeit und zum Preis durch die Nennung der schönen Verpackung „verdünnt“ werden.